# Mi Delirio
”Mi Delirio” to czwarty studyjny album meksykańskiej aktorki i piosenkarki Anahí, który wyszedł 24 listopada 2009 pod szyldem EMI. Album został wyprodukowany przez Gila Cerezo i Ulisesa Lozano z alternatywnego zespołu Kinky, Sebastiana J. oraz Armando Avila.

## Single
- „Mi Delirio” to pierwszy singiel, który został wydany przez iTunes 18 sierpnia 2009. Teledysk został nakręcony w Los Angeles 16 października, a premiera odbyła się 17 listopada 2009.

- „Me Hipnotizas” dance-popowa piosenka skomponowana przez Glorię Trevi, która została wydana przez iTunes 16 marca 2010. Premiera teledysku odbyła się 1 czerwca.

- „Quiero” został wybrany na singiel w Hiszpanii. Teledysk miał swoją premierę 26 maja 2010.

- „Alérgico” jest czwartym singlem który znajduje się na wersji Deluxe płyty. Anahí w MTV Brasil poinformowała, że powstaną 3 teledyski w wersji hiszpańskiej, portugalskiej (z Renne z brazylijskiej grupy, Hevo 84) oraz duet z Noel'em Schajris'em.

- „Para Qué” jest piątym singlem, teledyskiem jest koncert na żywo promujący DVD z trasy Mi Delirio World Tour.

## Lista utworów
| #   | Tytuł                  | Autor                                             | Producent                 | Czas |
| --- | ---------------------- | ------------------------------------------------- | ------------------------- | ---- |
| 1.  | Mi Delirio             | Gil Cerezo, Ulises Lozano, Miguel Blas, Anahí     | Gil Cerezo, Ulises Lozano | 3:14 |
| 2.  | Quiero                 | Alejandro Landa, Fernando Montesinos              | Armando Ávila             | 3:47 |
| 3.  | Que Más Da             | Amerika Jimenez, Antonio Rayo „Rayito”            | Armando Ávila             | 3:57 |
| 4.  | Hasta Que Llegues Tú   | Rafael Esparza-Ruiz, Gaby Moreno, Jonathan Mead   | Armando Ávila             | 3:28 |
| 5.  | No Te Quiero Olvidar   | Armando Ávila, Angel Reyero                       | Armando Ávila             | 3:49 |
| 6.  | Me Hipnotizas          | Gloria Trevi                                      | Gil Cerezo, Ulises Lozano | 3:53 |
| 7.  | Para Qué               | X. Muñoz, Sebastian Jácome                        | Sebastian Jácome          | 3:22 |
| 8.  | Te Puedo Escuchar      | Claudia Brant, Rudy Maya, Anahí, Guillermo Rosas  | Armando Ávila             | 4:24 |
| 9.  | Él Me Mintió           | Amanda Miguel, Diego Verdaguer, Graciela Carballo | Gil Cerezo, Ulises Lozano | 3:09 |
| 10. | Gira La Vida           | Richard Harris, Facundo Monty, Anahí              | Armando Ávila             | 3:26 |
| 11. | Hasta Que Me Conociste | Juan Gabriel                                      | Gil Cerezo, Ulises Lozano | 3:16 |

## Sprzedaż
| Państwo           | Notowanie                    | Pozycja | Sprzedaż albumu | Certyfikat  |
| ----------------- | ---------------------------- | ------- | --------------- | ----------- |
| Brazylia          | Brazilian Albums Chart       | 1       | 20,000          | złota płyta |
| Meksyk            | Mexican Top 100 Albums Chart | 14      | 25,000          | -           |
| Stany Zjednoczone | U.S. Top Latin Albums        | 4       | 28.000          | -           |
| Słowenia          | Slovenian Albums Chart       | 8       | -               | -           |
| Świat             | United World Chart           |         | 1.000.000       |             |